# 世界笑える!ジャーナル
世界笑える!ジャーナル（せかいわらえるジャーナル）は、TBS系列で2010年4月21日から8月25日まで毎週水曜日20時台（20:00 - 20:54、JST）に放送されていた情報・バラエティ番組である。ハイビジョン制作。

## 概要
「芸人ジャーナリスト」たちが自ら取材に行き、旬の話題やバカバカしいB級ニュースといった世界の笑える情報をプレゼンしていく情報バラエティ。視聴者からも身の回りの気になること（ネタ）を募集し、採用された場合は賞金30,000円が贈られた。
尚、TBS・MROでは事前番組宣伝『もうすぐ世界笑える!ジャーナル』を19:55から5分間放送しており、新聞のラテ欄では便宜上このミニ番組を含めた扱いとなっていた。
しかし、視聴率は一貫して1桁で低迷したため、2010年8月25日放送分で打ち切りとなった。なお、当日のテレビ欄に＜終＞マークがついていない一部テレビ情報誌があり、対応が分かれている。2010年9月1日以降は新番組開始まで水曜特番（つなぎ番組）を放送。10月27日からの後枠には『爆問パニックフェイス!』がスタートしたが、2011年3月9日を以て終了した。

## 主な出演者
司会
- 国分太一（当時TOKIO）

サブ司会
- ブラックマヨネーズ（小杉竜一・吉田敬）

プレゼンター
- あべこうじ
- 有吉弘行
- カンニング竹山
- ピース（綾部祐二・又吉直樹）
- ヒデ（ペナルティ）
- ビビる大木
- フルーツポンチ（亘健太郎・村上健志）
- 矢部太郎（カラテカ）
- U字工事（福田薫・益子卓郎）
- レイザーラモンHG（時折HGキャラでなく素顔＝住谷正樹＝での出演もあり）
- ロッチ（コカドケンタロウ・中岡創一）

ナビゲーター
- 竹内香苗（TBSアナウンサー）

## スタッフ
- ナレーター：服部潤
- 構成：都築浩、中野俊成／清松勝彦、くらなり、すずきB、藤谷弥生、山内正之
- リサーチ：OFFICE HIT、ビスポ
- 法律監修：アディーレ法律事務所
- TM・TD：中澤健
- CAM：坂口司
- VE：水谷享介
- VTR：樋口優介
- AUD：小澤義春
- PA：葉桐慶次
- 照明：岩崎ますみ
- EED：波江野剛
- MA：水野貴浩
- 美術プロデューサー：西條貴子
- 美術デザイン：三須明子
- 美術制作：町山充洋
- 装置：相良比佐夫
- アクリル装飾：鈴木正樹
- 電飾：入江智喜
- 装飾：深山健太郎
- 造花：橋本由子
- 衣裳：岡崎貴子
- メイク：アートメイク・トキ
- スタイリスト：九
- CG：大隅商店
- 音効：藤代広太
- TK：本田浩子
- デスク：石川素子
- 編成：平田さおり、畠山渉
- AD：小菅孝至、小林弘典、香西康位、下山弘一郎、松井大和、高橋啓太郎、杉山潤子、金賢民、木下麻利子、高田宗徳
- AP：和田敬子、岩崎ゆかり
- ディレクター：高田直、中野貴文、流郷敏隆、近藤貴浩、床波芳孝、稲垣知宏、高山賢一、加藤浩明
- スーパーバイザー：山地孝英
- 演出：小松伸一、掛水伸一
- プロデューサー：神田祐子
- プロデューサー・総合演出：正木敦
- チーフプロデューサー：近藤誠
- 技術協力：エフエフ東放、LA LUCE、OMNIBUS JAPAN
- 協力：ジャニーズ事務所
- 制作協力：G-yama、ドリマックス・テレビジョン
- 製作著作：TBS

## 主なコーナー
- 小杉の発毛実験
- 美人すぎる政治家
- 竹山劇団（主に三面記事のニュースを芸人タレントが再現する）

ほか